# Knoevenagel-kondensation
Koevenagel-kondensation är en metod i organisk kemi för att syntetisera kol-kol-dubbelbindningar uppkallad efter Emil Knoevenagel. Det är en modifiering av aldolkondensation.
En Knoevenagel-kondensation är en nukleofil addition av en aktiv väteförening till en karbonylgrupp följt av en dehydratiseringsreaktion, i vilken en vattenmolekyl elimineras (därav kondensation). Produkten är ofta en α,β-konjugerad enon.
I denna reaktion är karbonylgruppen en aldehyd eller en keton. Katalysator är vanligen en svagt basisk amin. Den aktiva vätgaskomponenten har formen
- Z-CH 2 –Z eller Z-CHR-Z t. ex. dietylmalonat, Meldrums syra, etylacetoacetat eller malonsyra,
- Z-CHR 1  R 2  t. ex. nitrometan,

där Z är en elektrondragande funktionell grupp. Z måste vara tillräckligt kraftfull för att underlätta avprotonering till enolatjon även med en mild bas. Med användning av en stark bas i denna reaktion skulle självkondensation av aldehyden eller ketonen induceras.
Hantzsch-pyridinsyntesen, Gewaldreaktionen och Feist-Benary-furansyntesen innehåller alla ett Knoevenagel-reaktionssteg. Reaktionen ledde också till upptäckten av tårgas.